# 天宁寺塔 (安阳)
安阳天宁寺塔又称文峰塔，位于中國河南省安阳市中心，其所在地也因此命名为文峰区。天宁寺原建于隋仁寿（601年-604年）年间。天宁寺塔修建于后周广顺二年（952年），高38.65米，周长40米，塔身呈八角形，共五层，全部为砖结构。天宁寺塔最大的特征是上大下小，呈伞状，这在中国乃至世界古塔中极为少见。因塔建于天宁寺内，故原名天宁寺塔。
塔的上身五级出檐，从下往上逐级增大，呈宝幢状。每层出檐的斗拱又不尽相同。八角檐头系有铜铎，微风吹动，叮当作响，给人以高远静穆之感。塔顶有相轮、塔刹。塔的下身四周正面，各有一门，其中正南面为真门，余为假门。券门首额，有砖雕二龙戏珠图像。八角均有巨龙环绕的盘龙柱，上加铁链枷锁，非常壮观。八根龙柱之间，有八幅砖浮雕佛教故事图像：正南面为三身佛像；西南角是释迦佛说法像；西面为悉达多太子诞生图像；西北角一幅是释迦佛雪山苦行修定像；北面为观音菩萨与善财龙女像；东北角是佛为天人说法像；东面一幅为释迦佛涅像；东南角是波斯慝王及王后侍佛闻法像。这些浮雕造型生动，神情逼真，姿态自然，栩栩如生，是不可多得的艺术珍品。
文峰塔，塔上有塔，构造奇特。天宁寺塔塔顶为高约10米的藏式塔刹。塔刹位于塔的最高处，是“观表全塔”和塔上最为显著的标记。塔刹作为全塔艺术处理的顶峰，以冠盖全塔的形象而尤为突出。塔刹一般用金属或砖石制成。塔刹本身也如一座小覆钵塔，一般由刹座、刹身、刹顶三部分构成。“许多塔刹本身就是一座小型的窣堵坡，最典型的就是安阳的天宁寺塔，在五层塔顶之上建了一个相当大的喇嘛小塔。”天宁寺塔塔刹为清代砌筑，由基座、须弥座、圆形金刚圈、瓶身、鲷质十三天组成。该塔辽式塔身之上建藏式塔刹的形制，在中国现存古塔中极为独特。